# Коматински скали
Коматинските скали или Коматиница са скални образувания, които се намират на 25 километра над град Симитли във Влахина планина. Те се извисяват над село Брестово. В близост се намира Тросковският манастир „Свети Архангел Михаил“.
Скалите са се образували преди около 35 – 40 млн. години. Намират се в непосредствена близост до границата със Северна Македония. Името им идва от известния масив Коматиница. Скалният феномен се разпростира на територията между река Вранещица и село Брестово и представлява мащабно образувание с формата на венец и с височина на места до 100 м. Пейзажът по зъберите му е полупустинен и беден на растителност, което изпъква над зелената долина в основата му и на гората около него. Скалите са със сив до сивочервен и виолетов цвят, на места със зелен оттенък. В геоложко отношение на различни места съставът им включва пясъчници, алевролити, агрилити и варовици.
Обектът не е популярна туристическа дестинация. На 10 септември 2024 г. скалното образувание е обявено за природна забележителност. Местността предоставя условия за пешеходен туризъм и умерено планинарство, а от върховете на скалите се разкрива красива панорама към околния ландшафт на територията на двете държави.
На 50 км от град Благоевград са разкрити останки от крепост, от която са запазени кулата, части от стените и пътя.
Достъпът до скалните образувания е през селата Крупник, Потока и Кадийца до с. Брестово и Коматиница. Пътят от град Симитли за село Докатичево след Балабанци е черен и по него е възможно да се премине само с високопроходими коли.